# Baisi Bichawa
Baisi Bichawa (en népalais : बाइसी बिचवा) est un comité de développement villageois du Népal situé dans le district de Kanchanpur. Au recensement de 2011, il comptait 14 301 habitants.